# Вирівська волость (Рівненський повіт)
Вирівська волость — адміністративно-територіальна одиниця Рівненського повіту Волинської губернії Російської імперії. Волосний центр — село Вири.
Станом на 1885 рік складалася з 14 поселень, 11 сільських громад. Населення — 4823 особи (2307 чоловічої статі та 2516 — жіночої), 584 дворових господарства.
Основні поселення волості:
- Вири — колишнє власницьке село за 120 верст від повітового міста, 349 осіб, 34 двори; волосне правління; постоялий будинок.
- Єльне — колишнє власницьке село, 310 осіб, 37 дворів, православна церква, постоялий будинок.
- Кам'яне — колишнє власницьке село при річці Случ, 550 осіб, 80 дворів, православна церква, постоялий будинок, водяний млин, вітряк.
- Малі-Селищі — колишнє власницьке село, 232 особи, 39 дворів, православна церква, постоялий будинок, винокурний завод.
- Осницьк — колишнє власницьке село, 223 особи, 40 дворів, православна церква, постоялий будинок, водяний млин.
- Томашград (Сехи) — колишнє власницьке містечко, 361 особа, 59 дворів, православна церква, католицька каплиця, постоялий будинок.
- Чудель — колишнє власницьке село при річці Случ, 590 осіб, 108 дворів, православна церква, постоялий будинок, водяний млин.

## Під владою Польщі
Після окупації Волині поляками волость називалася гміною Вири і входила до Сарненського повіту Поліського воєводства.
15 травня 1922 р. перейменована на ґміна Клєсув у зв'язку з перенесенням адміністративного центру.
16 грудня 1930 ґміна у складі повіту була передана до Волинського воєводства.
Польською окупаційною владою на території ґміни велася державна програма будівництва польських колоній і заселення поляками. На 1936 рік ґміна складалася з 14 громад:
1. Чабель — село: Чабель та хутір: Кравцева-Даровизна;
2. Чудель — село: Чудель та хутори: Бутилки і Будки;
3. Ясногірка — село: Ясногірка, гаївка: Дубрівка та хутір: Говч;
4. Єльне — село: Єльне, залізнична станція: Єльне та хутори: Хворозбит, Кружки, Камінь, Млинок, Острів, Підпар, Пласток, Підкруг і Сергіївка;
5. Кам'яне — село: Кам'яне та хутори: Довгий-Островок, Довгий-Брід, Гуски, Града, Вакулин, Загалля, Застав'я і Замлиння;
6. Клесів — село: Клесів, селище: Клесів, хутори: Кремінне, Пухач, Вілька-Клесівська і Здилів та колонія: Ліщинець;
7. Крита-Слобода — село: Крита-Слобода та хутір: Завереття;
8. Лядо — село: Лядо, залізнична станція: Лядо, фільварок: Лядо і Мединь-Славків та колонії: Омельне, Перестанець і Татинне;
9. Ломськ — село: Ломськ, колонія: Бесідка, фільварок: Шичеве та селище: Томашгород;
10. Малі-Селищі — село: Малі-Селищі й Рудня-Сідлиська та хутір: Зеленява;
11. Осницьк — село: Осницьк та хутори: Крушина, Пугачівка і Смолярня;
12. Томашгород — село: Томашгород, гаївка: Лядкове-Лядо та хутори: Підбуч, Саклів, Стеблик, Шершень, Тухове, Закруг і Заброди;
13. Теодорівка — село: Теодорівка та колонія: Липники;
14. Вири — село: Вири і Олексіївка, колонія: Альбин та хутори: Бараки-Товсті, Брід і Цегельня.

Після радянської анексії західноукраїнських земель ґміна ліквідована у зв'язку з утворенням Клесівського району.